# Holy Ghost
Holy Ghost è una comunità non incorporata degli Stati Uniti d'America della contea di San Miguel nello Stato del Nuovo Messico.
L'insediamento si trova all'interno della Santa Fe National Forest, circa  14 miglia (23 km) a nord-ovest di Santa Fe.
Il Servizio forestale degli Stati Uniti ha tradotto il nome spagnolo dell'area, Espiritu Santo (Holy Spirit), e lo ha applicato al campeggio, all'area residenziale estiva e al torrente situato lì.
Il Servizio forestale descrive l'Holy Ghost Campground come "situato in un bellissimo canyon ripido proprio lungo l'Holy Ghost Creek".